# Veldin Muharemović
Veldin Muharemović (* 6. Dezember 1984 in Sarajevo, Jugoslawien) ist ein ehemaliger bosnisch-herzegowinischer Fußballspieler und heutiger Trainer.

## Als Spieler

### Verein
Von seinem Heimatklub FK Bubamara Kraljevo wechselte Muharemović zum Nachwuchs des FK Sarajevo und kam dort in der Rückrunde der Saison 2002/03 zu seinem Profidebüt in der heimischen Premijer Liga. Dort gewann der Mittelfeldspieler zwei Jahre später mit dem nationalen Pokal seinen ersten Titel, zudem konnte er mit dem Verein am Ende der Saison 2006/07 die Meisterschaft feiern. Von 2008 bis 2010 spielte Muharemović zwei Saisons in Belgien bei Sporting Lokeren und kehrte im Anschluss wieder zum FK Sarajevo zurück. 2011 wechselte er zum Stadtrivalen FK Olimpik Sarajevo, mit dem er 2015 erneut die bosnische Meisterschaft gewann. Zur Spielzeit 2016/17 schloss er sich dem luxemburgischen Erstligisten CS Fola Esch an und gewann dort in der Saison 2020/21 den Meistertitel. Im Herbst 2022 beendete er seine Profikarriere und wurde Trainer der Escher Reservemannschaft.

### Nationalmannschaft
Nachdem Muharemović im Jahr 2006 bereits drei Partien für die bosnisch-herzegowinische U-21-Auswahl bestritten hatte, absolvierte er 2007 auch für die A-Nationalmannschaft drei Spiele im Rahmen der Qualifikation zur Europameisterschaft 2008 in Österreich und der Schweiz.

### Erfolge
- Bosnisch-herzegowinischer Pokalsieger: 2005, 2015
- Bosnisch-herzegowinischer Meister: 2007
- Luxemburgischer Meister: 2021

## Als Trainer
Seit 2022 war Muharemović Übungsleiter der Reservemannschaft des CS Fola Esch sowie Co-Trainer der 1. Mannschaft unter Stefano Bensi.
Im November 2024 nahm ihn der Ligarivale FC UNA Strassen als Co-Trainer unter Vertrag, wo auch Bensi einen neun Posten antrat.